# John R. Kirtley

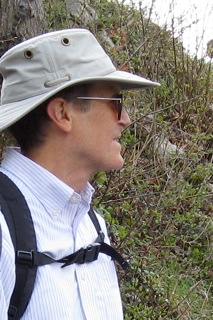
John R. Kirtley, vor 2009

John Robert Kirtley (* 27. August 1949 in Palo Alto) ist ein US-amerikanischer Festkörperphysiker.
Kirtley studierte an der University of California, Santa Barbara mit dem Bachelor-Abschluss 1971 und der Promotion in Physik 1976. Als Post-Doktorand war er an der University of Pennsylvania und ab 1978 war er am IBM Thomas J. Watson Research Center.
Er forschte zur Spektroskopie inelastischer Tunnel-Elektronen, Supraleitung im Nicht-Gleichgewicht, Surface Enhanced Raman Scattering, lichtemittierende Tunnelübergänge, Elektronenheizung in Siliziumdioxid, Rastertunnelmikroskopie bei tiefen Temperaturen. Insbesondere entwickelte er ein Rastertunnelmikroskop mit SQUID und wandte es in der Festkörperphysik (Supraleitung) an.
1998 erhielt er mit Dale J. van Harlingen, Donald Ginsberg und Chang C. Tsuei den Oliver E. Buckley Condensed Matter Prize für phasensensitive Experimente zur Aufklärung der orbitalen Symmetrie der Paar-Wellenfunktion in Hochtemperatursupraleitern (Laudatio). Er ist Fellow der American Physical Society und der American Association for the Advancement of Science und Senior-Mitglied des IEEE.